# إرنست كوان
إرنست كوان (بالإنجليزية: Ernest Cowan)‏ هو مستكشف وسياسي أسترالي، ولد في 3 يناير 1882، وتوفي في 7 مايو 1955. حزبياً، نشط في حزب العمال الأسترالي. وقد انتخب عضو الجمعية التشريعية لأستراليا الغربية.